# 580 Selene
580 Selene је астероид са пречником од приближно 45,79 .
Афел астероида је на удаљености од 3,495 астрономских јединица (АЈ) од Сунца, а перихел на 2,963 АЈ.
Ексцентрицитет орбите износи 0,082, инклинација (нагиб) орбите у односу на раван еклиптике 3,661 степени, а орбитални период износи 2119,639 дана (5,803 година).
Апсолутна магнитуда астероида је 9,60 а геометријски албедо 0,121.
Астероид је откривен 17. децембра 1905. године.